# Sum-free set
加法的組み合わせ論(additive combinatorics)や加法的数論(additive number theory)では、アーベル群 G の部分集合 A が、sum-free とは、sumset {\displaystyle A\oplus A} が A と互いに素であるときを言う。言い換えると、A が sum-free 集合とは、式 a + b = c が a, b, c ∈ A では解を持たない場合を言う。
例えば、奇数全体からなる集合は、整数全体からなる集合の sum-free（部分）集合であり、N が偶数のとき、集合 {N/ 2 + 1 , ..., N} は、集合 {1, ..., N} の大きな sum-free 部分集合となる。フェルマーの最終定理は、n > 2 のときに、0 を除く全ての整数の n 乗からなる集合は、整数の sum-free 部分集合であることと言うことと同じである。
sum-free（部分）集合についてのいくつかの基本的疑問は、下記のような疑問がある。
- 整数 N に対して、{1, ..., N}  の sum-free 部分集合はどれくらい存在するのか？ベン・グリーン (Ben Green) は、[1] で、カメロン・エルデシュ予想（英語版）(Cameron–Erdős conjecture)の予想のとおり {\displaystyle O(2^{N/2})} であることを示した[2]。（スローンの A007865 も参考。）
- アーベル群 G はどれくらい sum-free（部分）集合をもっているのか？[3]
- アーベル群 G の持つ sum-free で最も大きな（部分）集合のサイズはいくつか？[3]

sum-free（部分）集合が極大とは他のsum-free（部分）集合の真部分集合ではないものを言う。